# 1927-es Grand Prix-szezon
Az 1927-es Grand Prix-szezon volt a Grand Prix-versenyzés huszadik, a konstruktőri világbajnokság harmadik, egyben utolsó szezonja. A világbajnoki versenyek (korábban Grandes Épreuves) száma a korábbi évhez hasonlóan öt volt.

## Versenyek

### Konstruktőri világbajnokság
| Verseny               | Helyszín     | Időpont       | Győztes versenyző | Győztes konstruktőr | Összefoglaló |
| --------------------- | ------------ | ------------- | ----------------- | ------------------- | ------------ |
| indianapolisi 500     | Indianapolis | Május 30.     | George Souders    | Duesenberg          | Összefoglaló |
| francia nagydíj       | Montlhéry    | Július 3.     | Robert Benoist    | Delage              | Összefoglaló |
| spanyol nagydíj       | Lasarte      | Július 31.    | Robert Benoist    | Delage              | Összefoglaló |
| olasz/európai nagydíj | Monza        | Szeptember 4. | Robert Benoist    | Delage              | Összefoglaló |
| brit nagydíj          | Brooklands   | Október 1.    | Robert Benoist    | Delage              | Összefoglaló |

### Egyéb versenyek
| Verseny                       | Helyszín      | Időpont        | Győztes versenyző  | Győztes konstruktőr | Összefoglaló |
| ----------------------------- | ------------- | -------------- | ------------------ | ------------------- | ------------ |
| tripoli nagydíj               | Tripoli       | Március 6.     | Emilio Materassi   | Bugatti             | Összefoglaló |
| nyitó nagydíj                 | Montlhéry     | Március 13.    | Robert Benoist     | Delage              | Összefoglaló |
| pozzói nagydíj                | Pozzo         | Március 20.    | Gaspare Bona       | Bugatti             | Összefoglaló |
| Provence-i nagydíj            | Miramas       | Március 27.    | Louis Chiron       | Bugatti             | Összefoglaló |
| Targa Florio                  | Madonie       | Április 24.    | Emilio Materassi   | Bugatti             | Összefoglaló |
| Messina-kupa                  | Messina       | Május 8.       | Antonio Caliri     | Bugatti             | Összefoglaló |
| alessandriai nagydíj          | Alessandria   | Május 8.       | Gaspare Bona       | Bugatti             | Összefoglaló |
| saviói nagydíj                | Ravenna       | Május 15.      | Gaspare Bona       | Bugatti             | Összefoglaló |
| burgund nagydíj               | Dijon         | Május 27.      | Raymond Leroy      | Bugatti             | Összefoglaló |
| Perugia-kupa                  | Perugia       | Május 29.      | Emilio Materassi   | Itala               | Összefoglaló |
| római nagydíj                 | Parioli       | Június 12.     | Tazio Nuvolari     | Bugatti             | Összefoglaló |
| Picardy nagydíj               | Péronne       | Június 12.     | Philippe Auber     | Bugatti             | Összefoglaló |
| thuini nagydíj                | Thuin         | Június 12.     | Joseph Reynartz    | Bugatti             | Összefoglaló |
| Eifelrennen                   | Nürburgring   | Június 19.     | Rudolf Caracciola  | Mercedes-Benz       | Összefoglaló |
| bolognai nagydíj              | Bologna       | Június 19.     | Emilio Materassi   | Bugatti             | Összefoglaló |
| ACF Free For All Race         | Montlhéry     | Július 2.      | Albert Divo        | Talbot              | Összefoglaló |
| Sporting Commission Cup       | Montlhéry     | Július 2.      | André Boillot      | Peugeot             | Összefoglaló |
| Marne nagydíj                 | Reims-Gueux   | Július 10.     | Philippe Étancelin | Bugatti             | Összefoglaló |
| San Sebastián-i nagydíj       | Lasarte       | Július 25.     | Emilio Materassi   | Bugatti             | Összefoglaló |
| Coppa Acerbo                  | Pescara       | Augusztus 6.   | Giuseppe Campari   | Alfa Romeo          | Összefoglaló |
| Comminges nagydíj             | Saint-Gaudens | Augusztus 7.   | François Eysermann | Bugatti             | Összefoglaló |
| Coppa Montenero               | Montenero     | Augusztus 14.  | Emilio Materassi   | Bugatti             | Összefoglaló |
| La Baule-i nagydíj            | La Baule      | Augusztus 25.  | George Eyston      | Bugatti             | Összefoglaló |
| milánói nagydíj               | Monza         | Szeptember 4.  | Pietro Bordino     | Fiat                | Összefoglaló |
| Boulogne-i nagydíj            | Boulogne      | Szeptember 10. | Malcolm Campbell   | Bugatti             | Összefoglaló |
| Solituderennen                | Solitude      | Szeptember 18. | August Momberger   | Bugatti             | Összefoglaló |
| thuini nagydíj                | Thuin         | Szeptember 18. | Freddy Charlier    | Bugatti             | Összefoglaló |
| Garda-nagydíj                 | Salò          | Október 9.     | Tazio Nuvolari     | Bugatti             | Összefoglaló |
| Junior Car Club 200 mile race | Brooklands    | Október 15.    | Malcolm Campbell   | Bugatti             | Összefoglaló |
| Salon-nagydíj                 | Montlhéry     | Október 16.    | Michel Doré        | La Licorne          | Összefoglaló |
| apuanói nagydíj               | Carrara       | Október 28.    | "Niccoli"          | Bugatti             | Összefoglaló |

## Végeredmény
Ahhoz, hogy egy istálló teljesítményét értékeljék, ahhoz legalább két versenyen részt kellett vennie.
| Poz. | Konstruktőr     | 500 | FRA | ESP | ITA | GBR | Pont |
| ---- | --------------- | --- | --- | --- | --- | --- | ---- |
| 1    | Delage          |     | 1   | 1   | 1   | 1   | 10   |
| 2    | Miller          | 2   |     |     | 3   |     | 23   |
| 3=   | Duesenberg      | 1   |     |     | Ret |     | 24   |
| 3=   | Bugatti         |     |     | 2   |     | 4   | 24   |
| —    | O.M.            |     |     |     | 2   |     | 26   |
| —    | Cooper          | 6   |     |     |     |     | 28   |
| —    | Detroit         | 8   |     |     |     |     | 28   |
| —    | Talbot          |     | 4   |     |     |     | 28   |
| —    | Halford Special |     | NC  |     |     |     | 28   |
| —    | Fengler         | Ret |     |     |     |     | 29   |
| —    | Maserati        |     |     | Ret |     |     | 29   |
| —    | Thomas Special  |     |     |     |     | Ret | 29   |
| Poz. | Konstruktőr     | 500 | FRA | ESP | ITA | GBR | Pont |